# Gustav Schlosser
Georg Karl Wilhelm Gustav Schlosser (* 31. Januar 1826 in Hungen; † 1. Januar 1890 in Frankfurt am Main) war ein evangelisch-lutherischer Theologe.

## Leben
Gustav Schlosser wurde als Sohn des Solms-Braunfelsschen Kammerrates Friedrich Gottlob Schlosser und dessen Ehefrau Henriette, geborene Scriba, geboren. Er besuchte die Volksschule, danach das Institut des Pfarrers Kleberger in Melbach und dann das Gymnasium in Darmstadt. Von 1843 bis 1847 studierte er in Gießen Theologie. Während seines Studiums wurde er 1844 Mitglied der Burschenschaft Allemannia Gießen und 1845 der Alten Gießener Burschenschaft Frankonia. Nach seinem Studium besuchte er bis 1848 das Predigerseminar in Friedberg. Über seine Erlebnisse zu dieser Zeit schrieb er später das Buch Die Revolution von 1848, das 1883 in Gütersloh veröffentlicht wurde. Ab dem Herbst 1848 leitete er ein Knabeninstitut in Darmstadt. Er wandte sich der Inneren Mission zu und war an der Gründung des Rettungshauses in Hähnlein sowie des Diakonissenhauses in Darmstadt beteiligt. Ferner war er als Vertreter des kirchlichen und politischen Konservatismus mit der Redaktion der Kirchlich-politischen Blätter, die ab 1850 erschienen, beschäftigt. 1852 wurde er der erste Verwalter der neu gegründete Diasporagemeinde Bensheim. Ludwig von Erbach-Schönberg machte ihn 1854 zum Hofkaplan in Schönberg und 1864 zum Pfarrer in Reichenbach. Schlosser kämpfte u. a. als Redakteur des Hessischen Kirchenblattes, das ab 1855 erschien, für das lutherische Bekenntnis und verfasste mehrere Streitschriften über die Situation der evangelischen Kirche im Großherzogtum Hessen.
1871 lehnte Schlosser einen Ruf nach Bethel ab, die Leitung übernahm statt Schlosser dann Friedrich von Bodelschwingh, der mit diesem befreundet war.
1873 trat er aus dem hessen-darmstädtischen Kirchendienst aus und wurde Geistlicher des  Evangelischen Vereins für Innere Mission Frankfurt am Main. Dort war er für die Seelsorge an Jungarbeitern, Dienstbotinnen, Obdachlosen und Prostituierten zuständig, förderte die bereits vorhandenen christlichen Vereine und richtete neue Institutionen ein, darunter die Herberge zur Heimat, das Magdalenum für Prostituierte, das Vorasyl zur vorübergehenden Unterbringung gefallener Mädchen und eine Stadtmission, in der berufsmäßig Pfleger angestellt waren. Sein Einsatz für bettelnde Obdachlose, die er wieder einer geregelten Arbeit zuzuführen versuchte, trug ihm den Spitznamen „Reichsvagabund“ ein. Der Inhalt seiner Bibelstunden und Vorträge ist z. T. in gedruckter Form überliefert. Ab 1879 gab er den Christlichen Bücherschatz heraus, ab 1880 war er Redakteur der Zeitfragen des christlichen Volkslebens; ferner war er auch weiterhin als Vortragsredner auch außerhalb Frankfurts tätig. Die Reden im Freien erschienen erstmals 1881 und 1882 in sechs Heften und wurden später erneut aufgelegt.
Er veröffentlichte darüber hinaus zahlreiche Aufsätze in konservativen Blättern wie dem Reichsboten, der Kreuzzeitung und der Lutherischen Kirchenzeitung.
Schlosser, der aus seiner ersten Ehe mit Emilie Debus, die 1872 starb, sechs Kinder hatte und in zweiter Ehe mit Lilla Rehbinder noch die Tochter Julie Schlosser bekam, befasste sich in vielen dieser Schriften mit Fragen der Erziehung.
Schlosser starb an einer Influenzaerkrankung. Sein Nachlass befindet sich seit 1950 im Hessischen Staatsarchiv in Darmstadt.

## Schriften (Auswahl)
- mit Georg Christian Dieffenbach: Die kirchlichen Zustände im Großherzogtum Hessen. Eine Denkschrift, Frankfurt 1872
- Ueber die Abnahme des Studiums der Theologie, Leipzig 1873
- Göthes Iphigenie nach ihrem religiös-sittlichen Gehalt, Frankfurt 1875
- Reden bei Maifesten und Jahresfesten von Rettungshäusern, Frankfurt 1881
- Die Revolution von 1848. Erinnerungen, Gütersloh 1883
- als Hrsg.: Dr. Martin Luthers Evangelienpredigten aus der Haus- und Kirchenpostille auf alle Sonn- und Festtage im Kirchenjahr, Frankfurt 21883
- Fortschritt, Fortenwickelung und Fortbildung im Kulturleben, 1887
- Vorträge, Gütersloh 1891